# Avelino da Costa Cunhal
Avelino Henriques da Costa Cunhal (Seia, Seia, 28 de outubro de 1887 — Lisboa, São Jorge de Arroios, 19 de fevereiro de 1966) foi um advogado, historiador, dramaturgo, pintor, desenhador e resistente da Ditadura do Estado Novo português.

## Biografia

Homens no mar, 1953, óleo sobre contraplacado

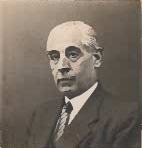
Avelino Cunhal, fotografia do cartão de associado na SNBA, c. de 1946

Nasceu a 28 de outubro de 1887 em Seia e foi batizado na freguesia de Seia, a 28 de dezembro de 1887, como filho de José Henriques, Jr. (Castanheira de Pera, Castanheira de Pera, 1850 - 1905), negociante, e de sua mulher Umbelina Jenny da Costa Cunhal (Seia, Seia, 1858 - 1902), proprietária.
Formou-se em Direito pela Faculdade de Direito da Universidade de Coimbra. Administrador do Concelho de Seia, em 1922/1923 foi nomeado Governador Civil do Distrito da Guarda e em 1924 veio para Lisboa, onde exerceu advocacia, destacando-se na defesa de diversos acusados pela ditadura de crimes contra a nação e práticas subversivas.
Foi professor de História de Portugal no Colégio Valsassina, onde deu aulas a alunos como Francisco George.
Foi colaborador das revistas Vértice, Seara Nova e O Diabo. Escreveu dois romances, Senalonga, cujo tema é Seia, sua terra natal, e Areias Secas. Foi, ainda, dramaturgo, tendo escrito várias peças de teatro em um acto, estas sob o pseudónimo de Pedro Serôdio. Naquele Banco, Ajuste de Contas, Dois Compartimentos e Tudo Noite são algumas delas. Estas peças tinham claras intenções de intervenção social, pelo que foram alvo de censura, constituindo «uma das raras presenças do neo-realismo na literatura dramática portuguesa» (Manuel Alves de Oliveira, 1990).
Sempre integrado na corrente neorrealista, Avelino Cunhal destacou-se como pintor e desenhador. Participou em Salões da Sociedade Nacional de Belas Artes, Lisboa, e nas Exposições Gerais de Artes Plásticas (SNBA), tendo visto uma das suas obras apreendida pela polícia na mostra de 1947.
A postura intelectual e política de Avelino Cunhal era claramente de esquerda e todos os seus trabalhos são uma forma de intervenção e de luta contra o regime. Avelino Cunhal esteve preso durante vários meses, um dos quais incomunicável, precisamente pela sua acção intelectual e política.
Morreu a 19 de fevereiro de 1966, aos 78 anos, vítima de hemorragia cerebral, em sua casa, na Rua Sousa Martins, n.º 17, 2.º direito, freguesia de São Jorge de Arroios, em Lisboa. Encontra-se enterrado no Cemitério do Alto de São João, em Lisboa, onde optou por uma vala comum.

## Casamento e descendência
Casou em Coimbra, Sé Nova, a 22 de Agosto de 1908 com Mercedes Simões Barreirinhas (Coimbra, São Bartolomeu, 5 de Maio de 1888 - Lisboa, 12 de Setembro de 1971), filha de Marnoto Simões Barreirinhas, natural da freguesia de Friúmes, concelho de Penacova, e de Guilhermina de Jesus Ferreira, natural da freguesia de Santa Cruz, concelho de Coimbra. O casal teve dois filhos e duas filhas: 
- António José Barreirinhas Cunhal (Coimbra, Sé Nova, 1910 - Lisboa, 1932), solteiro e sem geração
- Álvaro Barreirinhas Cunhal (Coimbra, Sé Nova, 10 de Novembro de 1913 - Lisboa, 13 de Junho de 2005)
- Maria Mansueta Barreirinhas Cunhal (Coimbra, Sé Nova - Seia, Seia, 13 de Janeiro de 1921)
- Maria Eugénia Barreirinhas Cunhal (Lisboa, 17 de Janeiro de 1927 - Lisboa, 10 de Dezembro de 2015), casada em Lisboa a 21 de Maio de 1949 com Fernando Manuel da Rocha de Medina (Lisboa, 15 de Março de 1924 - Lisboa, 9 de Setembro de 1965), médico, com geração

## Obras
- Nevroses: contos (1915);
- Três peças num acto (1965);
- Senalonga: pequenas histórias de uma vila em 1900 (1965);
- «Acarretando lenha» (1973);
- Areias secas (1980).